# Anthurium loefgrenii
Anthurium loefgrenii är en kallaväxtart som beskrevs av Adolf Engler. Anthurium loefgrenii ingår i släktet Anthurium och familjen kallaväxter. Inga underarter finns listade.